# Befang jezik
Jezik Befang (menchum, bifang, beba-befang, biba-bifang; ISO 639-3: bby), jezik iz Kameruna, jedini je član podskupine Menchum, šire skupine grassfields jezika, kojim govori blizu 3 000 ljudi (2000 WCD) u provinciji North West.
Postoji nekoliko dijalekata: modele (beekuru, iku, aku, usheida, modelle, modeli, idele, ambabiko), ushaku (mukuru, mokuru), befang (ge, beba-befang, bifang, abefang), bangui (bangwe, bangwi), obang i okomanjang (okoromandjang).

## Vanjske poveznice
- Ethnologue (14th)
- Ethnologue (15th)